# .cat
.cat est  un domaine de premier niveau commandité créé pour la langue et la culture catalane.
Il a été approuvé le 16 septembre 2005 par l'ICANN. Il est géré par la Fundació puntCat.
Le domaine .cat est le premier domaine de premier niveau réservé à une communauté linguistique. Il sert de domaine aux pages web en langue catalane ou ayant trait à la culture catalane.